# 겐키
겐키(元亀, げんき)는 일본의 연호(元号) 중 하나이다.
- 전후 : 에이로쿠(永禄) 이후 - 덴쇼(天正) 이전.
- 시기 : 1570년 ~ 1580 효
- 천황 : 오기마치 천황
- 쇼군 : 무로마치 막부의 아시카가 요시아키

## 개원(改元)
- 에이로쿠 13년 4월 23일(율리우스력 1570년 5월 27일), 전란 등 재난을 이유로 개원.
- 겐키 4년 7월 27일(율리우스력 1573년 8월 25일), 덴쇼로 개원된다.

『신초코키(信長公記)・6권』에 의하면, 천하 통일을 노리고 있던 오다 노부나가는 1572년(겐키 3년) 9월, 아시카가 요시아키에게 제출했던 17개조 의견서에서 "겐키란 연호 불길하옵고, 개원해야만 하는 바이오니, 천하 사정에 따르시라 말씀 올리옵니다."라며 개원할 것을 요청했다고 한다.ㅓ

## 출전
- 『시경』의 「憬彼淮夷、来献其琛、元亀象歯犬賂南金」.
- 『문선』의 「元亀水処、潜竜蟠於沮沢、応鳴鼓而興雨」.
  - 권진자(勧進者)는 시키부다유(式部大輔, 시키부쇼의 실질적 장관)인 다카쓰지 나가마사이다.

## 겐키 시기에 일어난 일
- 원년
  - 6월 28일 : 아네가와 전투
- 2년
  - 9월 12일 : 오다 노부나가, 엔랴쿠지(延暦寺)를 불태우다. (겐키의 법난)

## 서력과의 대조표
| 겐키 | 원년   | 2년    | 3년    | 4년    |
| ---- | ------ | ------ | ------ | ------ |
| 서력 | 1570년 | 1571년 | 1572년 | 1573년 |
| 간지 | 경오   | 신미   | 임신   | 계유   |

## 같이 보기
- 일본의 연호 일람

| 이전 에이로쿠 | 일본의 연호 1570년 ~ 1573년 | 다음 덴쇼 |